# IC 1932
IC 1932 — галактика типу S0     R () у сузір'ї Годинник.
Цей об'єкт міститься в оригінальній редакції індексного каталогу.